# Andrej Alakša
Andrej Alakša (17. září 1912, Krupina, Rakousko-Uhersko – 17. října 1979, Bratislava, Československo) byl učitel a bojovník ve slovenském národním povstání.
Alakša maturoval v roce 1930 v učitelském ústavu v Levicích. Roku 1937 studoval na Vyšší pedagogické škole v Banské Bystrici. V letech 1931-1945 pracoval jako učitel a ředitel lidových škol v Šumiaci a Valašské.
Po vypuknutí slovenského národního povstání byl nadporučíkem 1. čs. armády na Slovensku. Účastnil se bojů v oblastech Popradu, Telgártu, Kráľovy Lehoty a Čertovice, po přechodu SNP do hor pokračoval v aktivním odporu, kde se účastnil bojů o Vrútky, Strečno, Žilinu a další. Jeho jednotka jako první z 1. čs. armádního sboru překročila slovensko-moravské hranice. Po osvobození v roce 1945 Alakša přispěl k obnově válkou poškozených míst a vesnic, zasloužil se o rozvoj školství. Roku 1948 se stal místopředsedou Okresního akčního výboru Národní fronty.
V letech 1954-1959 pak působil jako ředitel přípravné školy a současně vedoucí Okresního pedagogického střediska. V letech 1959-1960 byl dále inspektorem pro kulturu, a v letech 1960-1974 ředitel ZDS ve Zvolenu.